# Cymindis unicolor
Cymindis unicolor är en skalbaggsart som beskrevs av Kirby. Cymindis unicolor ingår i släktet Cymindis och familjen jordlöpare. Inga underarter finns listade i Catalogue of Life.